# Портрет Фёдора Ивановича Мосолова
«Портрет Фёдора Ивановича Мосолова» — картина Джорджа Доу и его мастерской, из Военной галереи Зимнего дворца.
Картина представляет собой погрудный портрет генерал-майора Фёдора Ивановича Мосолова из состава Военной галереи Зимнего дворца.
К началу Отечественной войны 1812 года полковник Мосолов командовал бригадой запасных эскадронов 11-й кавалерийской дивизии. В сражении под Борисовом, на подходах к Березине, был тяжело ранен и оставил армию. По возвращении в строй весной 1813 года участвовал в Заграничных походах, сражался в Саксонии и Силезии, командовал Новгородским кирасирским полком, за отличие в Кульмском бою произведён в генерал-майоры, далее сражался в Пруссии и Франции .
Изображён в генеральском мундире, введённом для кавалерийских генералов 6 апреля 1814 года, на плечи наброшена шинель. На шее крест прусского ордена Красного орла 2-й степени, по борту мундира кресты орденов Св. Анны 2-й степени и Св. Владимира 3-й степени (надеты с нарушением правил ношения — должны располагаться выше иностранного ордена); справа на груди серебряная медаль «В память Отечественной войны 1812 года» на Андреевской ленте, Георгиевская лента (художник забыл написать к ней крест ордена Св. Георгия 4-го класса), крест ордена Св. Иоанна Иерусалимского, бронзовая дворянская медаль «В память Отечественной войны 1812 года» на Владимирской ленте и шитая звезда ордена Св. Иоанна Иерусалимского. Слева внизу возле плеча подпись художника и дата: from nature by Geo Dawe RA 1826. С тыльной стороны картины надписи: Mosoloff и Geo Dawe RA pinxt. Подпись на раме: Ѳ. И. Мосоловъ, Генералъ Маiоръ.
7 августа 1820 года Комитетом Главного штаба по аттестации Мосолов был включён в список «генералов, заслуживающих быть написанными в галерею», причём в этом списке он ошибочно указан как Маслов, и 27 марта 1826 года император Николай I приказал написать его портрет. В это время Мосолов состоял при начальнике 2-й драгунской дивизии и затем был презусом военного суда при Московском ордонанс-гаузе и постоянно проживал в Москве. Известно, что в конце января 1826 года он приехал в Санкт-Петербург и после императорского указа встретился с Доу. Гонорар Доу был выплачен 19 мая и 16 октября 1826 года. Готовый портрет поступил в Эрмитаж 18 октября 1826 года.
В том же 1826 году неизвестным художником с галерейного портрета была написана миниатюрная копия, на ней Мосолов изображён с небольшими усиками, также на ней по-другому расположены награды, здесь полностью изображены лента и крест ордена Св. Георгия 4-го класса. Эта миниатюра находится в частной коллекции.
В 1840-е годы в мастерской К. Крайя по рисунку И. А. Клюквина с галерейного портрета была сделана литография, опубликованная в книге «Император Александр I и его сподвижники» и впоследствии неоднократно репродуцированная. В части тиража была напечатана другая, неподписанная литография с этого портрета, отличающаяся мелкими деталями. Ошибка с изображением георгиевской ленты с отсутствующим крестом повторена.